# Mas Carreres (Ordis)
El Mas Carreres és un mas situat al municipi d'Ordis, a la comarca catalana de l'Alt Empordà. Es desconeix l'origen del seu nom, que al seu torn ha donat peu a altres topònims del poble.